# Szarabaje (przystanek kolejowy)
Szarabaje (biał. Шарабаі, ros. Шарабаи) – przystanek kolejowy w pobliżu miejscowości Szarabaje Stare, w rejonie głębockim, w obwodzie witebskim, na Białorusi. Położony jest na linii Królewszczyzna - Łyntupy.